# Palais forestier
Le Palais forestier (en hongrois : Erdészeti palota) est un édifice situé à Miskolc.